# TV 도쿄 화요일 8시 드라마
TV 도쿄 화요일 밤 8시 드라마(일본어: テレビ東京火曜8時枠の連続ドラマ)는 TV 도쿄 계열에서 매주 화요일의 드라마이다.

## 개요
첫 작품은 1967년 10월 10일에 NHK 종합 작품에 재방송된 시대극 드라마 "고가 쿠기 포착 영상"이었다. 1970년대 초반부터 국내 영화는 초창기에 방송되었고, 해외 작품은 중기에 방송되었지만 인기는 1982년 4월 6일에 국내에서 제작된 현대의 드라마를 되살렸음에도 불구하고 부활할 수 없고 추론 퀴즈가 시작됐다. 마지막으로 드라마 "나는 형사 / 범죄를 파괴하겠다!" 그리고 약 20년 후인 2003년 1월 7일에 해외 작품 「뱀파이어 킬러 / 성 소녀 버피 '를 시작했지만 3개월 만에 종료하고 이러한 틀에서의 드라마는 종결, 해외 드라마 범위는 월요일 22:00에 이동한다.

## 같이 보기
- TV 도쿄 월요일 밤 10시 드라마
- TV 도쿄 수요일 밤 8시 드라마
- TV 도쿄 금요일 밤 8시 드라마
- 드라마 Biz(월요일 10시 드라마)
- 금요일 8시 드라마